# 安南耶谷
安南耶谷（1950年4月18日—），第13和14任彭亨州务大臣（1999年－2018年）、马来西亚巫统党员。

## 教育背景
安南耶谷于1969年在中学毕业后成为教师。1972年他在马来亚大学就读教育大专系，毕业于1975年。之后安南耶谷半途中放弃他就读馬來西亞國際伊斯蘭大學法律系，开始全时间活跃于政治。

## 个人背景
安南耶谷娶了朱柰尼卡西姆为妻，育有4个儿女。

## 政治生涯
- 1986年，马来西亚选举，他于彭亨州的柏朗埃(Pelangai)获胜成为议员。
- 1987年，当选为巫统文冬分会主席。
- 1999年，当选为彭亨州务大臣，並于同年5月15日就任。[1]

## 争议性事件
- 2012年3月10日，安南耶谷出席2012年彭亨州书展活动时，因不满中文报报导传闻指控，否认曾发表“把稀土厂废料埋在林明”的谈话，以英语怒骂中文报记者是“笨记者”，更当场驱赶记者。[2]
- 2012年9月23日，安南耶谷出席文冬广场农业部及卫生部一项活动后宣称，若民联在来届大选再次夺下雪州政府，彭亨政府将会考虑检討雪州的水费，将现在的每立方米水费提高至一令吉。[3][4]
- 2012年11月30日，安南耶谷扬言，若马华议员廖中莱在来届大选输掉文冬议席，他将割掉耳朵，跳入彭亨河，此言论引起大众哗然。安南耶谷声称，大多数关丹人都很支持莱纳斯稀土厂计划，认为这将会是来届大选关丹人支持该厂计划的公投[5][6][7][8]。
- 2012年12月1日，经过网民积极回应安南耶谷的言论時，他表示不收回“割耳跳河论”，这番话是表示对手不会胜出，同時显示他的信心指数，彭亨还是国阵的堡垒[9]。